# Département de Presidente Roque Saénz Peña
Le département de Presidente Roque Saénz Peña est une des 26 subdivisions de la province de Córdoba, en Argentine. Son chef-lieu est la ville de Laboulaye.
Le département a une superficie de 8 228 km2. Sa population s'élevait à 34 647 habitants au recensement de 2001.

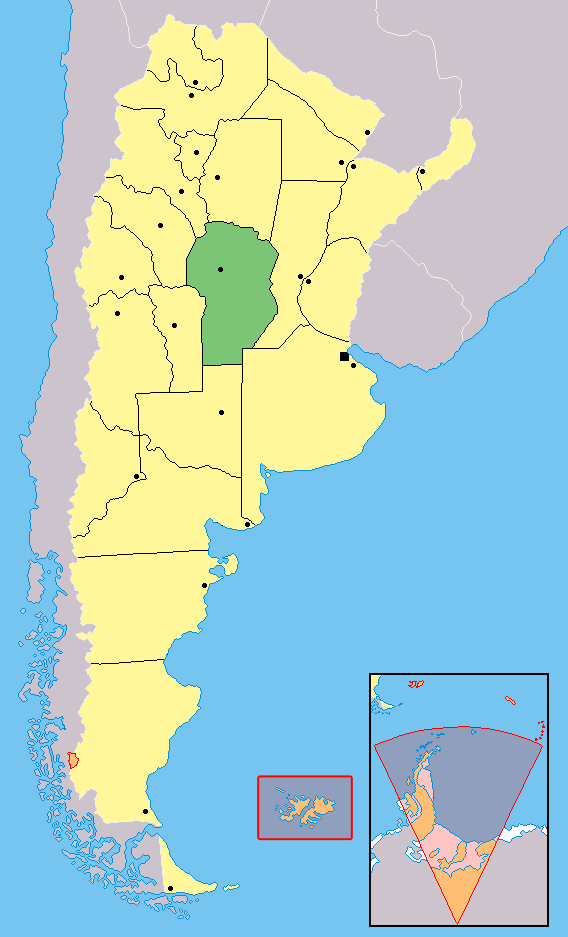
Localisation de la province de Córdoba en Argentine.